# Night of Hunters
Night of Hunters è il dodicesimo album in studio della cantautrice e pianista Tori Amos. L'album è stato pubblicato negli Stati Uniti il 20 settembre 2011 per l'etichetta discografica tedesca Deutsche Grammophon.

Si tratta di un concept album che la Amos ha descritto come un ciclo di canzoni del XXI secolo, ispirate da temi di musica classica che coprono oltre 400 anni. Uno stile che vuole rendere omaggio a grandi compositori come Bach, Fryderyk Chopin, Debussy e Schubert.

## L'album
Durante la conferenza stampa per la presentazione dell'album, la Amos ha commentato così il proprio lavoro: "ho usato la struttura di un ciclo di canzoni per raccontare una storia moderna. La protagonista è una donna che si trova in una relazione morente. Nel corso di una notte lei passa da una sorta di iniziazione che la porta a reinventare se stessa, permettendo all'ascoltatore di seguirla in un viaggio attraverso un complesso tema musicale ed emotivo".

## Tracce
1. Shattering Sea – 5:40
2. Snowblind – 3:15
3. Battle of Trees – 8:45
4. Fearlesness – 6:34
5. Cactus Practice – 4:29
6. Star Whisperer – 9:54
7. Job's Coffin – 3:32
8. Nautical Twilight – 3:19
9. Your Ghost – 5:40
10. Edge of the Moon – 4:53
11. The Chase – 3:03
12. Night of Hunters – 5:34
13. Seven Sisters – 2:46
14. Carry – 4:04

Durata totale: 71:28

## Classifiche
| Classifica (2011)         | Posizione massima |
| ------------------------- | ----------------- |
| Australia                 | 42                |
| Austria                   | 22                |
| Belgio (Fiandre)          | 25                |
| Belgio (Vallonia)         | 36                |
| Danimarca                 | 29                |
| Finlandia                 | 8                 |
| Francia                   | 70                |
| Italia                    | 47                |
| Norvegia                  | 31                |
| Paesi Bassi               | 34                |
| Regno Unito               | 27                |
| Spagna                    | 86                |
| Svizzera                  | 33                |
| Stati Uniti               | 24                |
| Stati Uniti (alternative) | 5                 |
| Stati Uniti (classical)   | 1                 |
| Stati Uniti (rock)        | 7                 |

## Crediti
- Tori Amos - voce, pianoforte
- Piotr Skweres – violoncello
- Piotr Szumieł – viola
- Paweł Zalejski – violino
- Bartosz Zachłod – violino
- Laura Lucas – flauto
- Andreas Ottensamer – clarinetto
- Nigel Shore – oboe, corno inglese
- Peter Whelan - basso
- Luke Whitehead – contrabasso